# Алексіс Тепо
Алексіс Тепо (фр. Alex Thépot; нар. 30 липня 1906, Брест, Фіністер, Бретань, Франція — пом. 21 лютого 1989, Кіберон, Морбіан, Бретань) — французький футболіст, що грав на позиції воротаря. Учасник двох чемпіонатів світу.

## Спортивна кар'єра
Вихованець клубу «Арморікен де Брест», кольори якого захищав до 21 року. В сезоні 1926/27 виступав за команду «Леваллуа», яка базувалася у передмісті Парижу.
Своєю грою за цю команду привернув увагу представників клубу «Ред Стар», до складу якого приєднався 1928 року. Відіграв за паризьку команду наступні сім сезонів своєї ігрової кар'єри; у тому числі два — у першому професіональному дивізіоні, і один — у другому.
У складі національної команди дебютував 26 травня 1927 року проти збірної Англії. У ті часи команди з Туманого Альбіону були законодавцями футбольної моди і тому домашня поразка з великим рахунком була сприйнята, як належне. Дублем у тому матчі відзначився легендарний бомбардир «Евертона» Діксі Дін.
Наступного року поїхав на IX літні Олімпійські ігри в Амстердамі. Французи на турнірі провели одну гру — проти італійців (поразка 3:4).
Влітку 1930 року, в Уругваї, відбулася перша світова першість. На турнір приїхали лише чотири європейських збірних: Бельгії, Румунії, Франції й Югославії. У стартовому матчі групи «А» французи здобули переконливу перемогу над збірною Мексики (4:1). На 26-й хвилині Алексіс Тепо зазнав травми і був змушений залишили поле. Його місце у воротах зайняв захисник Огюстен Шантрель. В наступних поєдинках французи зазнали мінімальних поразок від збірних Аргентини і Чилі. У підсумку третє місце, а переможці групи — аргентинці — дійшли до фіналу, де поступилися господарям змагання.
14 травня 1931 року на стадіоні в Коломбі, французи здобули сенсаційну перемогу над збірною Англії з рахунком 5:2. У воротах британського голкіпера відзначилися Едмон Дельфур, Марсель Ланжіє, Люсьєн Лоран і Робер Мерсьє (двічі). Це була друга поразка, на європейському континенті, в історії британської збірної і перша з великим рахунком.
Другий чемпіонат світу проходив за кубковою схемою. Вже на першому етапі, жереб виявився безжальним для французів — збірна Австрії, один з головних претендентів за звання найсильнішої команди планети. Жан Ніколя відкрив рахунок у грі, але на останній хвилині першого тайму Маттіас Сінделар поновив рівновагу. Основний час завершився внічию, а в додаткові півгодини голи Шалля і Біцана змусили збірну Франції поїхати додому.
У березні наступного року провів останній, тридцять перший, матч у складі національної збірної. У чотирнадцяти — був капітаном команди.
Завершив професійну ігрову кар'єру у клубі «Дюнкерк», за команду якого виступав протягом 1935–1936 років.
У жовтні 2006 року журнал «France Football» провів опитування з метою виявити найкращого голкіпера в історії французького футболу. Алексіс Тепо посідає у ньому сьоме місце.

## Статистика
Статистика виступів на чемпіонатах світу:
| група «А» 13 липня 1930 |

| Франція                        | 4 — 1 | Мексика       |
| ------------------------------ | ----- | ------------- |
| Лоран 19', 40' Машіно 43', 87' | Звіт  | Карреньйо 70' |

| «Естадіо Посітос» (Монтевідео) Глядачів: 4 444 |

Франція: Алексіс Тепо, Марсель Ланжіє, Александр Віллаплан (), Ернест Лібераті, Андре Машіно, Етьєн Маттле, Марсель Пінель, Люсьєн Лоран, Марсель Капелль, Огюстен Шантрель, Едмон Дельфур. Тренер — Рауль Кодрон.
Мексика: Оскар Бонфільйо, Хуан Карреньйо, Рафаель Гутьєррес (), Хосе Руїс, Альфредо Санчес, Луїс Перес, Іларіо Лопес, Діонісіо Мехія, Феліпе Росас, Мануель Росас, Ефраїн Амескуа. Тренер — Хуан Луке.
| група «А» 15 липня 1930 |

| Аргентина | 1 — 0 | Франція |
| --------- | ----- | ------- |
| Монті 81' | Звіт  |         |

| «Естадіо Парк Сентрал» (Монтевідео) Глядачів: 23 409 |

Аргентина: Анхель Боссіо, Франсіско Варальйо, Хосе Делья Торре, Луїс Монті, Хуан Еварісто, Маріо Еварісто, Мануель Феррейра (), Роберто Черро, Рамон Муттіс, Наталіо Перінетті, Педро Суарес. Тренер — Франсіско Оласар.
Франція: Алексіс Тепо, Ернест Лібераті, Андре Машіно, Етьєн Маттле, Марсель Пінель, Марсель Ланжіє, Александр Віллаплан (), Люсьєн Лоран, Марсель Капелль, Огюстен Шантрель, Едмон Дельфур. Тренер — Рауль Кодрон.
| група «А» 19 липня 1930 |

| Чилі         | 1 — 0 | Франція |
| ------------ | ----- | ------- |
| Субіабре 65' | Звіт  |         |

| «Естадіо Сентенаріо» (Монтевідео) Глядачів: 2 000 |

Чилі: Роберто Кортес, Томас Охеда, Карлос Відаль, Еберардо Вільялобос, Гільєрмо Ріверос, Гільєрмо Сааведра, Карлос Шнебергер, Гільєрмо Субіабре, Артуро Торрес, Касіміро Торрес, Ернесто Чапарро. Тренер — Дьордь Орт.
Франція: Алексіс Тепо, Еміль Венант, Ернест Лібераті, Етьєн Маттле, Марсель Пінель, Марсель Капелль, Огюстен Шантрель, Едмон Дельфур, Селестен Дельмер, Марсель Ланжіє, Александр Віллаплан (). Тренер — Рауль Кодрон.
| 1/8 фіналу 27 травня 1934 |

| Австрія                           | 3 — 2 | Франція                       |
| --------------------------------- | ----- | ----------------------------- |
| Сінделар 45' Шалль 93' Біцан 109' | Звіт  | Ніколя 18' Верр'є 115' (пен.) |

| «Муніципальний стадіон Беніто Муссоліні» (Турин) Глядачів: 10 000 |

Австрія: Петер Платцер, Франц Цізар, Карл Сеста, Франц Вагнер, Йозеф Смістик (), Йоганн Урбанек, Карл Цишек, Йозеф Біцан, Маттіас Сінделар, Антон Шалль, Рудольф Фіртль. Тренер — Гуго Майзль
Франція: Алексіс Тепо (), Жак Мересс, Етьєн Маттле, Едмон Дельфур, Жорж Верр'є, Ноель Льєтер, Фріц Келлер, Жозеф Альказар, Жан Ніколя, Роже Рьйо, Альфред Астон. Тренери — Гастон Барро, Джордж Кімптон.